# 臺灣林業
截至 2016 年，全台僅剩八萬名林農、四家林業合作社。
2021 年中華民國國內林產產值達 2.2 億元。

## 歷史

### 先林業與原始林業時期
先林業時期（荷蘭人入臺前）：1522 ～ 1624 年，原住民族向大陸沿海及日本平戶供應林產品，如鹿皮（服飾）、蘇木（染料）。
原始林業時期（荷蘭人入臺後至日本人入臺前）：1624 ～ 1895 年，專業學術未發展，未知如何經營森林，僅進行墾荒、畬田、獵鹿、伐木、熬腦、課徵。

### 日據時期
（一）殖產部時期（1985～1897）
（二）殖產課時期（1898～1900）
（三）第一殖產局時期（1901～1914）
（四）殖產局與營林局分治時期（1915～1918）
（五）營林局時期（1919）
（六）第二殖產局時期（1920～1939）
（七）營林所與殖產局分治時期（1940～1942）
（八）第三殖產局時期（1943）
（九）農商局時期（1944～1945）
初期經營：1895 ～ 1910 年，一、臺灣林野除能確證為民有，一律歸為官有，由殖產局設課執行林野調查及整理，以供現代化經營；二、注重森林繁殖（造林），關注水源涵養、土石捍止、風沙防制。三、採取實際行動及制度改革。
林業機制演進沿革：農商局設山林課，管轄林政、林產、林務等系，各山林事務所則改屬於所在州廳。林務機制之演變及有關法規之更張，皆因為林產（作業）與林政（含林務）之分合問題所困擾，先後達 5 次之多；即合而為一以治，則林政與林產之誰為輕重亦爭執難定，故時而林政領導林產（殖產局下設營林所），時而林產駕馭林政（殖產局之林務單位併入營林局）。
林產事業：台灣林產物之處分（伐採）始於 1898 年；1910 年殖產局設阿里山作業所，啟台灣近代化而大規模之官營伐木事業達八十年之久（1910～1989）。每人年均消費材積 0.177～0.011 m3。台灣紅檜、扁柏為運銷日本國內之主要樹種；進口方面，大陸福州杉、北海道日本松、美西花旗松等均以價廉而充斥台灣市場。台檜原木及製品換算材積輸日 378,642 m3，佔同期各種木材總輸日量 540,967 m3 之 70％，年均 17,211 m3，其中以 1923 年最高達 51,192 m3，佔當年各種木材總輸日量 58,823 m3 之 87％。日據時期台灣林產事業依存於日本者既深且鉅，誠如日人矢內忠雄教授所言：「台灣對日本賣出檜木而買進松杉」；當年日台間貿易鐵則：「同類商品，凡上等品均供給日本，凡下等品均日本供給」，是即殖民地之經濟模式；又如各種樟腦產品均運集日本以抗衡歐美市場，「工業日本，農業台灣」，乃日本統治台灣之基本經濟政策。
造林事業：在日人入據初期（1900 年代）即已開始從事樟樹造林，謀長期供應製腦原料，繼則推行保安林造林（分治水林、水源林、海岸林三類）、伐木跡地造林、熱帶樹種引進造林、依施業案造林，並獎勵民間造林，民營造林因以興起，逐漸成為造林事業之主流 。1900 ～1942 年，累計造林面積 352,889 公頃，其中政府造林 102,971 公頃（29.2％），民間造林 249,918 公頃（70.8％）。政府造林面積中，樟樹造林 52,361 公頃（50.85％），一般經濟林造林 26,546 公頃（25.78％），海岸林造林 11,844 公頃（11.50％），一般保安林造林 8,370 公頃（8.13％），森林治水造林 3,850 公頃（3.74％）。一般經濟林造林以鄉土性相思樹為主，柚木、茶檀、金雞納樹等熱帶樹種亦有大面積造林；海岸林造林最主要樹種為木麻黃，一般保安林與森林治水造林均以鄉土樹種為主。民營造林始於 1906 年，初以相思樹下樟樹為主；樟樹造林初備受獎勵，以此吸引日資三井、倉龍、藤倉共租地 5 萬甲而盛極一時。1912 年以後一般造林事業漸興，1915 年起相思樹之每年民營造林面積大幅超過樟樹。1922 年起日政府又獎勵海岸造林，自此民營造林面積超越官營者甚多，最懸殊比例為 1932 年之 92：8。總計自 1906～1942 年之 37 年間，民營造林面積累計249,918 公頃，造林最高成績為 1942 年之 19,469 公頃，同年官營者 5,842 公頃，成 77：23 之比例。日本為溫帶之國，缺乏熱帶森林資源，故於台灣發展熱帶林業列為當年之主要營林方針。日人引進熱帶樹種經長期試種後始予推廣，台灣適合熱帶林木生長者僅在中、南部低海拔地帶，且多在官有林地引進造林，其成功樹種首推柚木，累計達 6,943 公頃，次為木麻黃乃海岸防風林最佳樹種，累計多達 13,721 公頃，茶檀初亦被認為最佳樹種之一，累計曾達 4,457 公頃，惜罹嚴重鏽病悉被砍除;其他熱帶樹種引進成功者，有金雞納樹、拷皮樹、安南漆樹、鐵刀木、桃花心木等，多在 1937 年開始造林，各於南部有相當面積；至若桉樹類、濕地松等，經引種在各地生長不適，無推廣價值，僅大葉桉作行道樹效果尚佳。
國家公園與風景區：1920 年著手調查，1931 年公布國立公園法，指定日光、富士山等 12 地區為日本國立公園，台灣之新高山阿里山、次高山太魯閣、大屯山三地區，則列為候補地即預定地，發行紀念郵票及明信片等以廣宣傳。台灣之前二地區於第二期施業案編訂時（1938～1942 年），在大甲溪、濁水溪、丹大、楠梓仙溪、關山、秀姑巒、研海等七事業區內，編訂國立公園地域計 170,712 公頃，佔原事業區總面積 502,576 公頃之 34％；大屯山地域其時尚未編入施業案內，後因事實需要而列入。嗣因日本陷身第二次世界大戰，台灣國立公園之籌設計畫遂告中止；此期日人曾選出台灣八景：八仙山、阿里山、日月潭、淡水、墾丁、台南安平、八卦山、烏來。

### 民國時期
台灣森林資源與管理機制：

林產處分與林木伐採：

木材產業與原木供應：

造林事業：

生態林業之邁入：

## 臺灣森林現況

### 森林面積

#### 各縣市別森林面積
根據 2008 年至 2012 中華民國行政院農業委員會第四次森林資源調查報告，臺灣地區（含金門、連江縣）總森林面積為 2,197,090 公頃，森林覆蓋度為 60.71%，其中屬森林法定義之林地，其森林覆蓋面積為 1,781,660 公頃；林地以外之其他土地，森林覆蓋面積為 415,430 公頃。以 2015 年中華民國內政部統計人口數 23,492,074 人計算，人均森林面積為 0.092 公頃/人。
依中華民國各縣市行政區界統計其森林覆蓋區域，森林面積以花蓮縣 37.3 萬公頃為最大，南投縣 30.3 萬公頃次之；而森林覆蓋率則以臺東縣 81.64% 最高，花蓮縣 80.54% 次之。
大致而言，行政轄區內山地區域占比越大者，其森林覆蓋度也越高，以平原及都會區域為主的縣市，森林覆蓋度均較低，差距可謂十分懸殊。

#### 林型及優勢樹種
森林林型分類以闊葉樹林型面積最多，佔 67% ；針葉樹林型佔 14% ；針闊葉樹混淆林佔 8%；竹林佔 5%，竹木混淆林佔 5%；待成林地 (新植造林或雉樹發生地）佔 1%。
林型分類於全島的分布，針葉樹林、針闊葉樹混淆林以高山地區為主要分布，闊葉樹林則廣泛分布於全島山區、丘陵地帶，竹林、竹木混淆林則以西部淺山丘陵地帶為主。
如以各林分主要的樹種區分，則冷杉林有 27,877 公頃，鐵杉林有 82,106 公頃，檜木林有 85,631 公頃，松類總計 113,555 公頃，相思樹 16,513 公頃。

#### 經營使用類別
以經營使用分類而言，原生林佔 51%，經改造天然林則佔 28%；生產性人工林佔 12%，保護性人工林占 8%。原生林、保護性人工林大部分均在於國有林事業區中，而經改造天然林、生產性人工林則以分佈於國有林事業區外緣地帶，以及區外林地為主。

#### 林地與所有權屬分布面積
以地籍資料篩選出符合森林法施行細則第 3 條定義的林地區塊，臺灣全島林地總面積為 1,993,205 公頃，依所有權屬區分，國有林有佔 92.8%，公有林佔 0.3% ，私有林佔 6.8% 。
在國有林中，以林務局所管國有林事業區占 1,533,811 公頃，原民會所轄原住民保留地之林地次之，為 111,454 公頃，另各大專院校實驗林地及林業試驗所所轄試驗用林地總計有 47,706 公頃。

#### 林地非營林使用態樣
林地是屬於地用類別（Landuse）的概念，如進一步以林地範圍套疊土地覆蓋型圖（landcover），則可瞭解林地實際的使用情形。
依套疊分析結果得知，林地上有森林覆蓋之面積約佔 89.4% ，其餘佔林地總面積之 10.6%。分析其原因主要以崩塌裸露地為主，計 71,177 公頃，其次為農作使用，計 52,842 公頃，另草生地有 43,761 公頃。
如區分為國有林事業區及區外林地，其非營林態樣差異頗大，事業區內仍以裸露地最多，約佔 44%，事業區外林地則以農作使用最多，佔 51%。
林地作農作使用中又以果樹最多，計有 23,996 公頃；檳榔次之，計有 19,721 公頃。如進一步以各縣市行政區域來看，其主要作物類別均有所差異，如南投、嘉義、花蓮縣以檳榔最多，台中、台南及高雄市則以果樹最多。

### 森林蓄積

#### 森林林型及主要樹種單位蓄積
森林蓄積的推估，係經由 3,648 個地面樣區取樣調查資料計算而得，採用第三次森林資源調查相同之材積式，估算各樣區蓄積，再依樣區面積換算成各林型單位面積（每公頃）蓄積，再乘以各林型面積累計而得。
各林型單位蓄積計算結果：
天然針葉樹林型平均每公頃蓄積 499.65 立方公尺，其中以檜木林每公頃 746.63 立方公尺為最高、雲杉林 657.48 立方公尺次之；人工針葉林平均每公頃蓄積 318.05 立方公尺，以柳杉每公頃 388.89 立方公尺為最高；人工闊葉樹林平均每公頃僅 147.66 立方公尺。
竹林樣區則係計算竹材單位面積支數，如屬竹木混淆者並另行計算林木材積，總計事業區內有 138 個竹林樣區、事業區外有 388 個竹林樣區，竹林樣區分為單桿狀竹及叢生狀竹 2 類，單桿狀竹每公頃平均有 14,929 支，而叢生狀竹每公頃平均 10,618 支。

#### 森林林型及主要樹種蓄積
各林型總蓄積係依據前述各林型單位蓄積乘上林型面積累計而得。
臺灣地區森林總蓄積量約為 5.02 億立方公尺，天然林之蓄積量佔 85.6%，其中天然針葉林 1.03 億立方公尺，天然闊葉林有 2.69 億立方公尺；人工林佔 12.8%，其中人工針葉林有 2,947 萬立方公尺，人工闊葉林有 1,979 萬立方公尺。

#### 各縣市森林蓄積
以各縣市行政轄區套疊分析，花蓮縣森林總蓄積量最高，為 98,531,307 立方公尺，其次為南投縣的 77,951,990 立方公尺，再其次為臺東縣的 65,281,372 立方公尺。

#### 竹類森林資源
臺灣本島之各縣市均有竹林之分布，以第四次森林資源調查報告之林型分類結果，竹類純林（竹類佔八成以上）有 112,549 公頃，及竹木混淆林（竹類佔兩成以上）有 114,900 公頃，合計 227,449 公頃，惟本小節將竹類資源獨立討論，因此比照林業統計之分類方式，以竹類佔林分一半以上者均視為竹林，如此臺灣全島竹林面積計有 183,330 公頃，推估竹材的蘊藏量約有 15.8 億支。從各縣市別視之，以嘉義縣面積 25,971 公頃、竹材推估 224,014,087 支為最多，南投縣竹林 23,952 公頃、竹材桿數 206,596,225 支次之。
竹林可分為叢生狀竹及單桿狀竹兩大類，前者以刺竹、長枝竹、麻竹、綠竹為主，面積約 120,130 公頃，後者以桂竹及孟宗竹為主，面積約 63,200 公頃。

#### 主要林型空中材積關聯式
第四次森林資源調查報告利用航照樣點量測資料與地面樣區蓄積量資料，建立航攝樣點各項樹冠變數之各林型材積關聯式，以利航攝調查結果推估林型蓄積。
由於天然闊葉林因地面取樣數較多，不予量測航照樣點，本次調查總計量測 191,240 個航照樣點，可對應的地面樣區計有 731 個點，採用廣義的線性模式（GLM），以不同資料集（Data set）測試地面樣區蓄積量對航攝樹冠變數進行掃描變數之測試，再分別以對數轉換的線性模式及非線性模式建立迴歸式。
結果顯示在針葉樹林型中的檜木林、松類林、鐵杉林、柳杉林以及針闊混淆林等林型，可以建立航攝樣點樹冠變數與地面樣區材積之關聯式，其中以航攝樣點的林分高為最重要的解釋變數，其次才是樹冠鬱閉度與樹冠幅寬，而主要樹種所佔的百分率（MajorP）僅在少數樹種迴歸式中具有顯著的影響，針葉樹林型比較有建立迴歸式的可能，尤其是在天然林裡。

### 森林碳儲存

#### 森林總碳儲存
森林碳儲存量的計算是以地面樣區調查結果，依據「國際氣候變遷專家委員會」（IPCC）建議的公式，由樣區蓄積乘上擴展係數及轉換係數而得，相關係數採用林務局、林試所於 2006~2009 年對 12 種主要樹種之研究成果，計算樣區碳儲存量，再乘上林型面積。 估算結果，森林總碳儲存量轉換為 CO2 儲存量，為 7 億 5 千 4 百萬公 噸，其中以闊葉林型最高，約佔 63%；針葉樹林型次之，佔 21% ；竹林、竹木混淆林則佔 3.4% 。

#### 主要樹種碳儲存量
以主要樹種而言，鐵杉的 CO2 總儲存量為最高，達 4,928 萬公噸，檜木次之，為 2,399 萬公噸，闊葉樹以相思樹 357 萬公噸最高；而每公頃儲存量以鐵杉 767.1 公噸最高、檜木 715.4 公噸次之。

## 森林資源變遷

### 森林總面積
與歷次全國森林資源調查結果比較，森林面積之變遷，由於第 1 次調查到第 3 次調查範圍均僅於臺灣本島，未擴及外島，所以第 4 次調查成果僅以本島部分之數據顯示，以利比較。自第 2 次調查以後，全島竹木覆蓋面積呈現上升的趨勢，第 3 次調查面積為 210.2 萬公頃，覆蓋率 58.53%，本次調查本島森林覆蓋面積 218.6 萬公頃，覆蓋率提高至60.91%，森林面積增加的區位多在國有林事業區外的平地及山坡地。
以森林組成結構而言，天然林面積持續增加，自第 2 次調查 121.9 萬增加到本次調查167.5 萬公頃；人工林面積則有減少的現象，本次調查較前（第 3 ）次調查減少約 10 萬公頃，部分人工林有逐漸退化、為次生林木入侵之現象；另外竹林亦呈現略為增加的情形，自第 2 次調查 13.3 萬公頃增加到 18.3 公頃。

### 森林蓄積
森林蓄積亦呈現上升的趨勢，從第 2 次調查 30,336 萬立方公尺增加到本次調查 50,203 萬立方公尺，本次調查較第 3 次增加 1.5 億立方公尺，約增加 40.3%。從林型組成來看，天然林與人工林總蓄積量皆呈現持續增加情形，天然林較前次調查增加36.2%，人工林部分則較前次調查增加85%。

### 主要林型年生長量
第四次森林資源調查報告之地面樣區取樣位置、樣區設計均與前（第 3）次調查相同，因此藉由兩次調查間樣區蓄積量的差異，除以調查間距年數，便可計算各林型的年均生長量。各林型年均生長量結果，天然林年均生長量平均為 2 立方公尺/公頃，人工林年均生長量為 6.8 立方公尺/公頃，人工林中又以人工針闊葉混淆林生長量最高，達 10.4 立方公尺/公頃。 

### 森林碳匯
碳匯是指從空氣中清除 CO2 的過程、活動、機制，它主要是指森林吸收 CO2 的能力，相較於碳儲存量而言，碳匯一般是指單位時間內（如一年內）森林吸收二氧化碳的總量，可視為一定期間內的森林蓄積增加量，在 IPCC 指南建議的計算方式，除了估算森林面積擴展所增加的量外，尚包括林地維持為林地的自然生長量，以及須扣除森林轉變為其他土地利用型態所造成的損失量。 
從兩次調查的成果統計中，可獲得森林面積增加的數據以及林木蓄積的年生長量，可據以估算「其他土地轉變為林地」及「林地維持為林地」所增加的蓄積量，再乘上活動係數即可得到碳匯數據，另外需再扣除依據林業統計發布的森林災害面積所估算的損失量，即為森林碳匯清冊數據。估算結果，中華民國自 1993 年至 2013 年每年森林碳匯量（亦即 CO2 移除量）約 17~21 百萬公噸。

## 與世界各國比較
世界糧農組織（FAO）於 1990 年起即定期（5 年）發布全球森林資源評估報告（Global Forest Resource Assessment, FRA），藉由聯合國專家團隊蒐集彙整各國資訊，評估全球森林資源狀況，最近一次是 2010 年發布的 FRA 2010，由其揭露的森林資源相關數據指標，可得知中華民國森林資源於世界各國之地位。中華民國因土地幅員的限制，森林面積總量或蓄積總量雖不高，然而如從森林覆蓋率或單位面積的蓄積等指標來看，中華民國森林資源在世界各國的排名係於前四分之一強。 

### 森林覆蓋率及人均森林面積
中華民國森林覆蓋率為 60.7%，是全球平均值 30.3% 的 2 倍之高，於世界各國排名第 33 名；在亞洲地區國家排名第 7 名，僅次於日本、不丹、南韓、寮國、馬來西亞等國。但因臺灣地狹人稠，人均森林面積僅 0.092 公頃，遠低於全球平均值 0.624，亦低於中國大陸的 0.145 及日本的 0.195公頃。

### 原生林及保護森林比例
依據 FAO 的定義，原生林（Primary Forest）係指沒有明顯人類活動跡象，及生態演替過程未受顯著干擾的森林，中華民國原生林佔總森林面積之比例達 51%，於世界各國排名第 26 名，在亞洲國家排名第 5，較中國大陸 6%、日本的19%為高。受保護森林定義為：「透過法規或政策工具，指定森林的用途為保護生物多樣性、水土保持、保存景觀價值或其他防護功能等」，國內採計位於國有林自然保護區、國土保安區、野生動物重要棲息環境、自然保留區、保安林、國家公園範圍之森林，受保護森林比例達52%，於世界各國排名第 19 名，居於亞洲國家之首位。

### 每公頃蓄積
中華民國森林平均每公頃蓄積量達 228 m3，於世界排名第 19，僅次於德國的 315 m3 及巴西的 243 m3，並居於亞洲國家首位，較日本的 170.5 m3 及中國大陸的 89.7 m3 高出許多。

## 第四次森林資源調查報告總結與檢討

### 全國森林資源持續增加
本次調查全國森林覆蓋面積與前（第 3）次調查比較，增加約 8 萬多公頃，覆蓋率從 58.5% 提升為 60.7% ，主要增加區位在國有林事業區外之山坡地與平地，顯示林務局從 1996 年推動全民造林，以及從 2002 年推動平地景觀造林以來，已呈現有相當的成效；另一方面，水土保持法自 1994 年完成立法後，山坡地開發之管制亦趨於嚴格，對於森林覆蓋率的提升均有正面的助益。在森林蓄積部分，總蓄積量較前（第 3）次調查增加 1.5 億立方公尺，增加 40.3%，整體來說，森林資源在面積與蓄積都是持續提升的狀態，惟面積增加已趨緩，由於臺灣地狹人稠的先天條件下，可供新植造林土地極為有限，因此未來對於森林資源的經營重點，應從量（面積）的擴展轉變為質（蓄積）的提升，強化現有造林地撫育工作，提高森林的質量，亦可提升碳匯的功能。

### 人工林合理化經營
與前次調查成果相較，人工林整體面積減少，尤其在國有林事業區之人工林較前次調查減少 8.3 萬公頃，顯示部分人工林已有退化、劣化現象，漸為次生林所取代，檢討其原因可能係因近年來林業政策轉變以保育為重，部分林道已崩塌毀壞不再行維護，使人工林缺乏適當的撫育措施。林務局已依據本次調查為基礎，就逐筆造林地展開進一步的盤點清查，據以研擬合理化經營措施，期能在兼顧國土保安及生態保育的原則下，推動人工林產業再生、創造綠色經濟。

### 公私有林產業發展
現有公、私有林地面積約有 14 萬 4 千多公頃，如再加上以設定地上權，但尚未完成所有權移轉的國有原保地，約有 26 萬 8 千公頃林地可視為廣義的公私有林，然而調查成果顯示，目前土地使用現況為人工林或竹林者，僅約9 萬餘公頃，顯示實際從事林產業經營之面積比例未達三分之一，因此，如何輔導林農從事林產業經營，創造適當的經濟誘因，並能兼顧國土保安之前提，是將來林產業應積極面對的課題，可透過推動精緻與高附加價值林產品研發、發掘具特色及發展潛力的重點產業、以及透過林業合作社組織等，促進公私有林產業發展。

### 混農林業推動
本次調查在林地以外之山坡地，森林覆蓋率仍達 36%，經套疊地籍資料顯示，山坡地之農牧用地現況為竹木覆蓋，而未實際從事農作使用者達 17 萬公頃，佔山坡地農牧用地面積之 38.5%，其中可能包含廢棄農耕地逐漸演替為次生林者，或實際於農牧用地從事竹木產業經營者。由於國際上結合林業與農業施作方式的混農林業已漸受到重視，此種經營方式被認為可兼顧環境永續與農民生計，然而在臺灣，農業行為欲於林地施行，除了有國土保安疑慮外，尚有森林法及山坡地保育利用條例等法規面限制需待突破，而農牧用地實施林業經營係屬降限使用行為，未違反土地使用管制法規，因此現況為竹木覆蓋之農牧用地，應可作為混農林業優先推動施行之區域，使農業生產多元化，創造更高利潤、更多產量、更加環保的永續農業經營模式。

## 國產材
目前中華民國國產材自給率不達百分之一。
臺灣自大伐木時代之後，1991 年全面禁伐天然林，在臺灣便鮮少有機會購買到國產木竹材。然而，國產木竹材相較於進口材，能減少運輸製造之碳足跡，故林務局近年來提倡使用國產材，並宣示 2017 年為「國產材元年」，目標在 2027 年國產材自給率達百分之五。
此外，也有「台灣木材網」、「台灣木材標章」等的設置，提升人民接觸國產材的容易度；然而，目前國產材昂貴仍是推廣國產材使用的一大困境。